# Saghbine
Pays: Liban
Mouhafaza: Békaa 

District : Békaa-Ouest

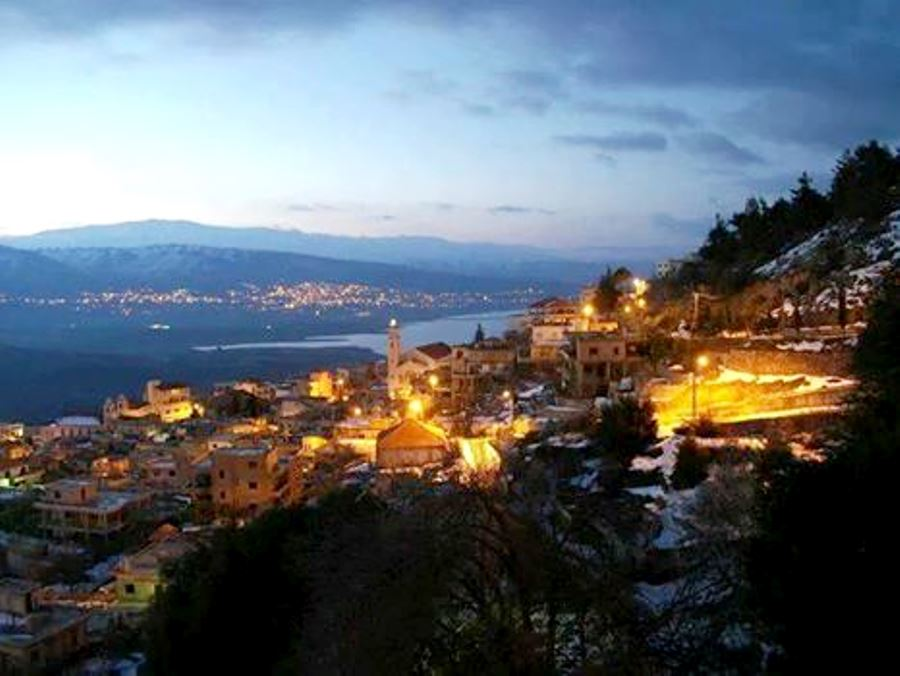

Saghbine est un village libanais situé dans la plaine de la Bekaa. Majoritairement chrétien[réf. nécessaire], il est membre d'une union de municipalités, la Fédération des Municipalités de Bouhayra.

## Localisation
La municipalité se situe à une distance d'environ 73 kilomètres (45 miles) de Beyrouth, la capitale du pays. Elle s'élève à une altitude de 1145 mètres (3757 ft) du niveau de la mer et s'étend sur une surface de 1465 hectares (14.65 km² - 5.65 mi²) .
Origine du nom et ruines
Saghbine origine de son nom est «Saghbine», ce qui signifie «récifs» en araméen . 
Dans la ville, des vestiges archéologiques ont été découverts, notamment des moulins, des puits gravés dans les roches ou dans le sol, et les vestiges d'une ancienne mosquée. 
Dans les régions périphériques, il y a encore une terre connue sous le nom de terre de Deir Na'is. À proximité de deux grottes avec des grottes en forme de demi-arches, des théâtres, des bancs en pierre à l'intérieur de la grotte.

## Personnalités
- Robert Ghanem,Homme politique